# Ərəbuşağı
Ərəbuşağı è un comune dell'Azerbaigian situato nel distretto di Ağsu. Conta una popolazione di 1 745 abitanti.